# Lakers
「Lakers」（レイカーズ）は、2010年3月3日にリリースされたT.M.Revolutionの配信限定シングル。

## 概要
- 自身初の配信限定シングルで22ndシングル「resonance」以来約2年ぶりの新曲。後に9thアルバム『CLOUD NINE』（初回限定生産盤B）に収録され、CD化。
- 西川が観光大使を務める滋賀県で行われる第65回びわ湖毎日マラソン大会のイメージソングになっている。
- この曲について西川は「昨年9月の『イナズマロックフェス』で改めて自分の目で見たびわ湖周辺の風景と、その時、聴こえてきた鼓動や風の音をイメージして作った楽曲です。テンポ感を敢えて抑えめにすることで、選手の方々も含めて、滋賀県の良さや風景を感じていただけたらと思っています。波のない静かな湖のイメージを持たせたテンポ感で、びわ湖周辺の風景が見えてくるような楽曲を意識しました。」と語っている。
- イナズマロックフェス2010以降毎回披露されており、その際には必ずHOME MADE 家族のMICROがフィーチャリングとしてゲスト参加する。

## 収録曲
1. Lakers
作詞：井上秋緒　作曲・編曲：浅倉大介
出版社：ソニー・ミュージックアーティスツ